# Besmont
Besmont ist eine französische Gemeinde mit 137 Einwohnern (Stand 1. Januar 2022) im Département Aisne in der Region Hauts-de-France (vor 2016 Picardie). Sie gehört zum Arrondissement Vervins, zum Kanton Hirson und zum Gemeindeverband Trois Rivières.

## Geographie
Die Gemeinde Besmont liegt im Nordosten der Landschaft Thiérache am  Fluss Goujon, elf Kilometer südlich von Hirson. Nachbargemeinden von Besmont sind Martigny im Norden, Beaumé im Osten, Iviers im Südosten, Coingt im Süden, Jeantes im Südwesten und Bucilly im Nordwesten.

## Bevölkerungsentwicklung
| Jahr                       | 1962 | 1968 | 1975 | 1982 | 1990 | 1999 | 2006 | 2012 | 2021 |
| Einwohner                  | 259  | 216  | 180  | 158  | 165  | 146  | 148  | 158  | 142  |
| Quellen: Cassini und INSEE |      |      |      |      |      |      |      |      |      |

## Sehenswürdigkeiten
- Kirche Saint-Nicolas
- ehemaliges öffentliches Waschhaus (Lavoir)

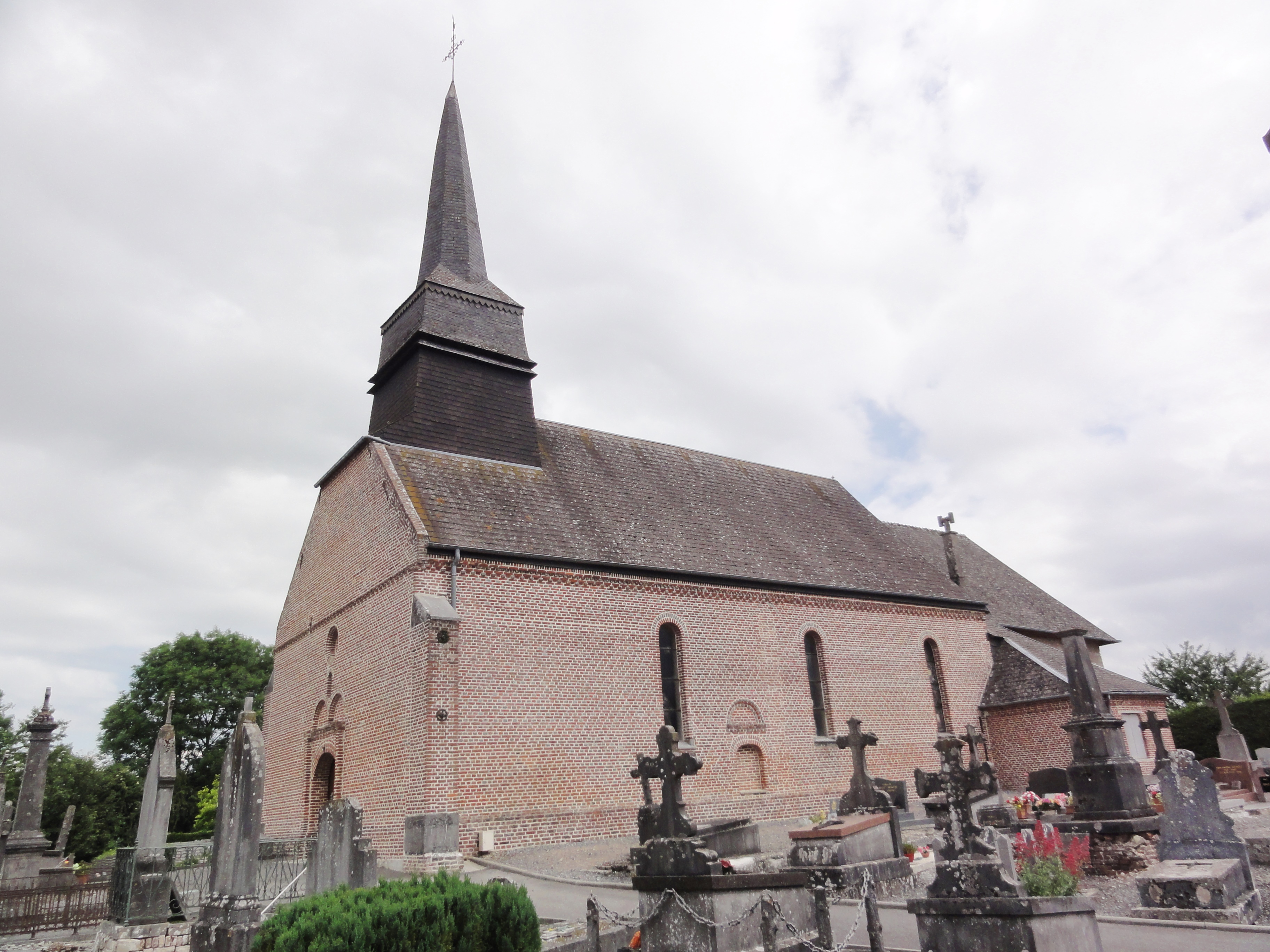
Kirche Saint-Nicolas
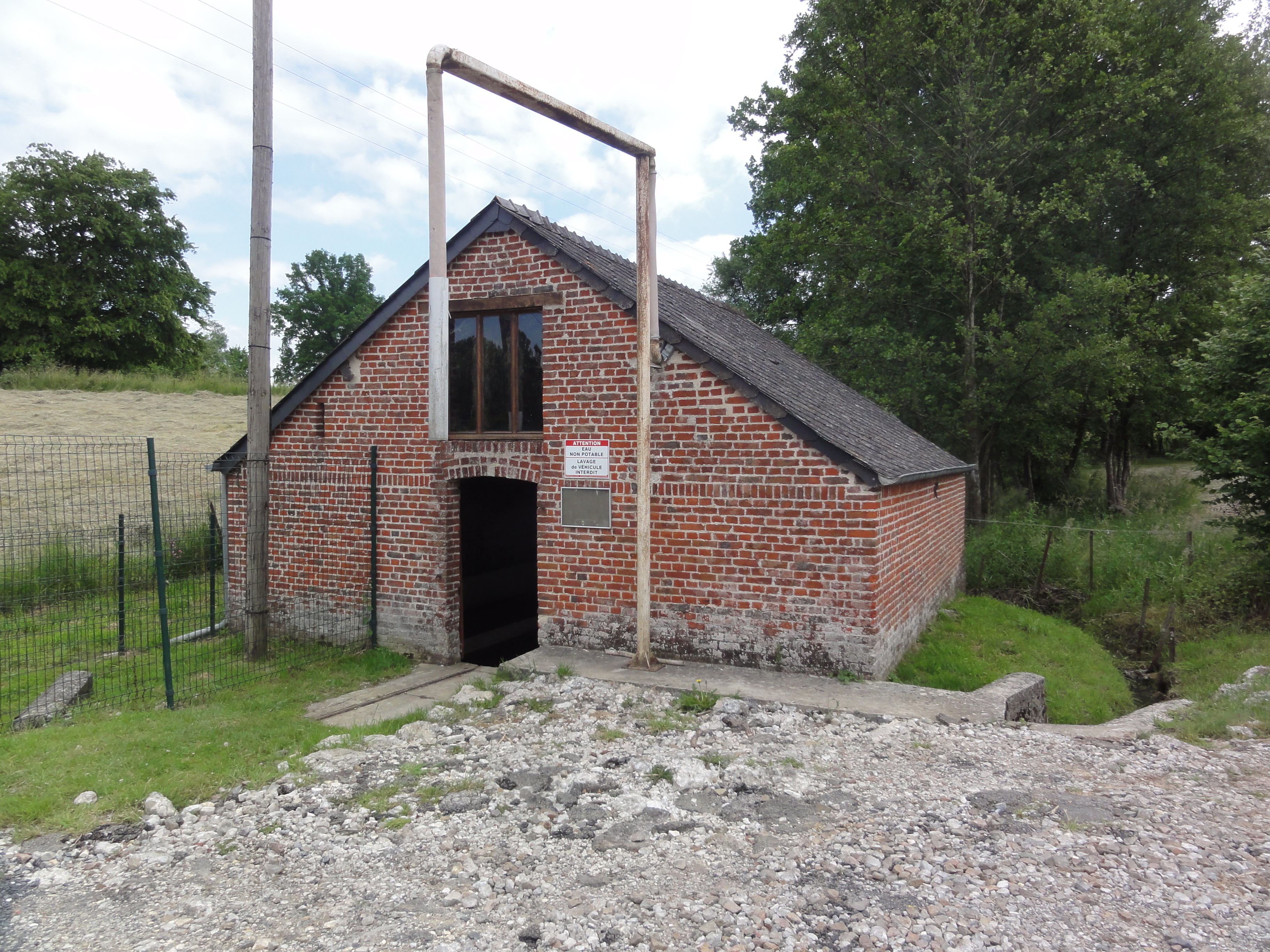
Lavoir
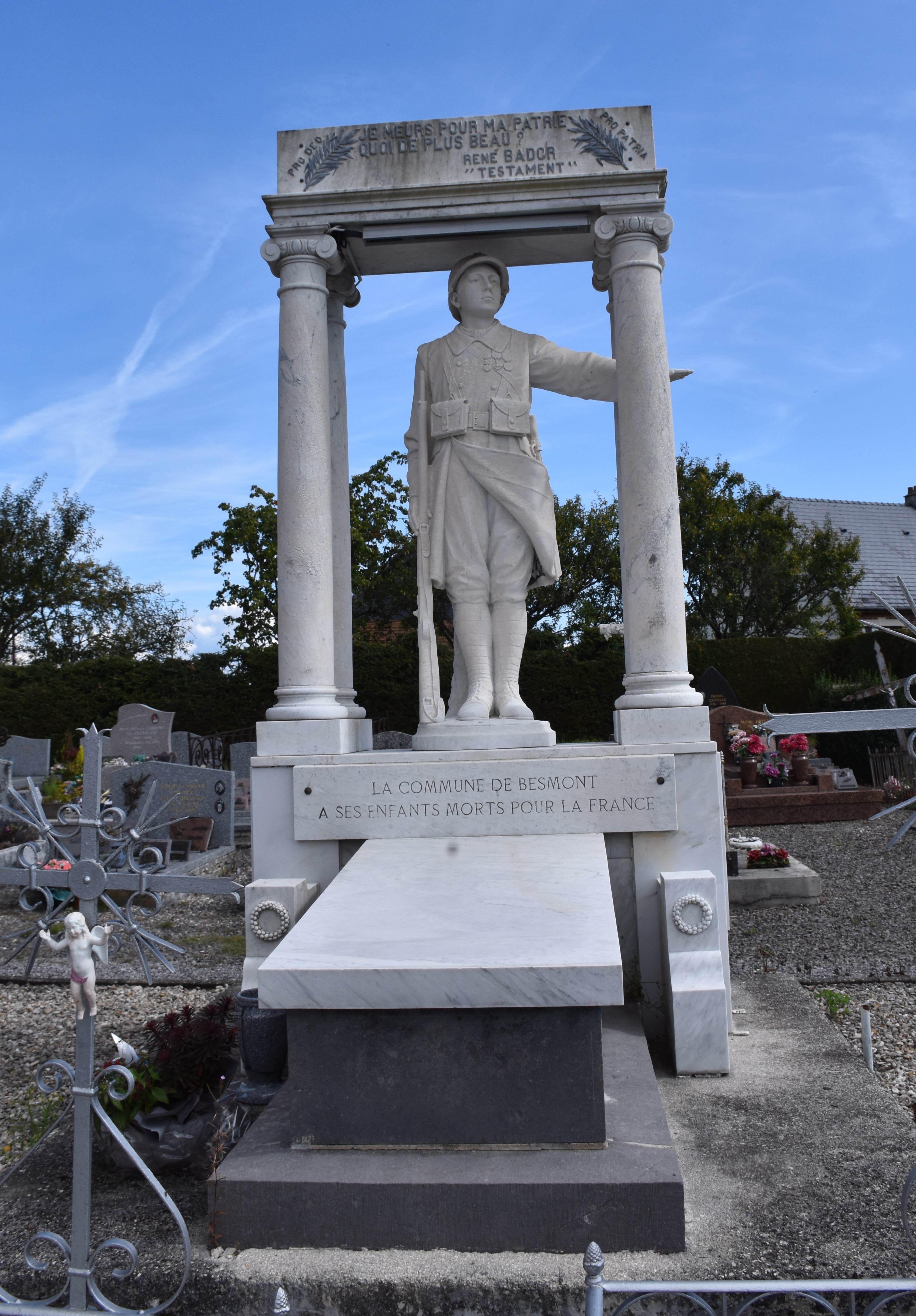
Gefallenendenkmal